# Потапьев, Владимир Васильевич
Владимир Васильевич Пота́пьев (род. 1930) — советский и русский геолог, петролог и геохимик. Занимался геологической съёмкой, редкими элементами, плутоническими массивами и рудными и другими полезными ископаемыми.

## Биография
Родился 2 июня 1930 года в селе Санчурск, Котельнического округа, Нижегородского края, РСФСР в семье лесовода.
В 1953 году окончил геологический факультет Черновицкого государственного университета.
В 1953—1958 годах работал в Уральском геологическом управлении (УГУ) в городе Свердловск и в Уральской комплексной геолого-съёмочной экспедиции (УКСЭ), проводил геологическую съёмку в горнорудных районах Урала.
В 1958 году переехал в только что созданный Новосибирский Академгородок, где 15 лет проработал в лаборатории геохимии редких элементов и золота Института геологии и геофизики Сибирского отделения АН СССР (ИГиГ СО АН СССР).
В 1965 году защитил кандидатскую диссертацию, под руководством члена-корреспондента АН СССР Ф. Н. Шахова (1894—1971).
В 1968 году был утверждён в звании «старший научный сотрудник».
Работал в экспедициях в Сибири, Центральном Казахстане, Средней Азии, Закавказье, Закарпатье, на Дальнем Востоке и Урале.
В 1973 году был приглашён на работу в Центральный научно-исследовательский геологоразведочный институт цветных и благородных металлов (ЦНИГРИ), работал в Москве и Туле.
По совместительству был доцентом Московского геологоразведочного института.
C 1975 года продолжил работу в Институте литосферы АН СССР в Москве.
Лектор и член Всесоюзного Общества «Знание».